# TaMo Racemo
TaMo Racemoはタタ・モーターズ(TaMo)から発表された2ドアクーペ。

## 概要
2ドアのクーペで2017年にサロン・アンテルナショナル・ド・ロト(ジュネーヴ・モーターショー)で試作車が公開された。近年の潮流であるダウンサイジングコンセプトを踏襲しており、排気量はわずか1198ccしかなく、出力はこの種の車両としてはやや非力とも思える190ps／6500rpmである。エンジンはRevotron系列のインタークーラー付き ターボチャージャー直列3気筒ガソリンエンジンを備える。車高が低く、バタフライドアを備える。
250台が限定販売される予定だったが、現時点では未定。Forza Horizon 3ではアバターを無料でダウンロードしてプレイできる。

## ギャラリー

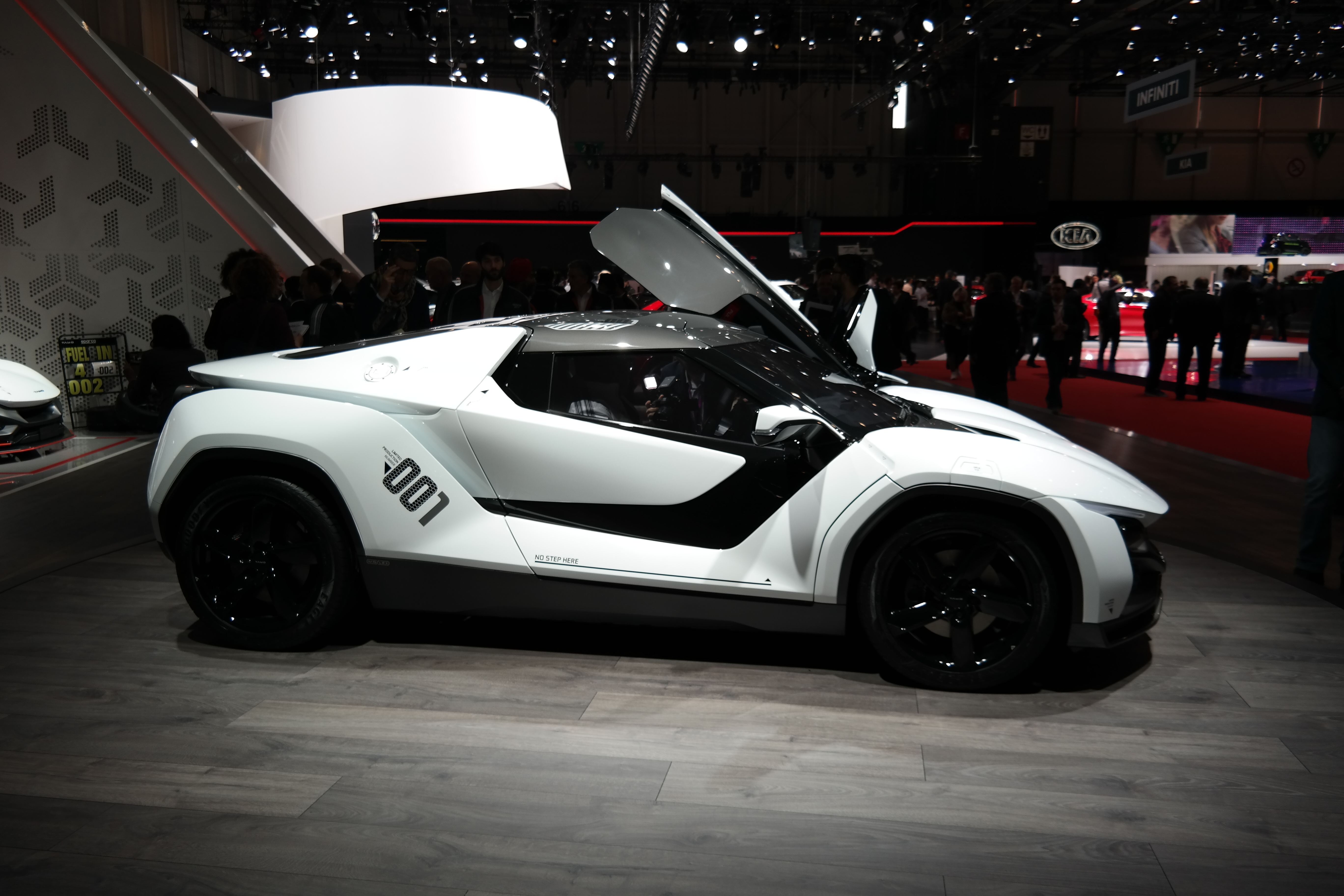
側面から見たTaMo Racemo
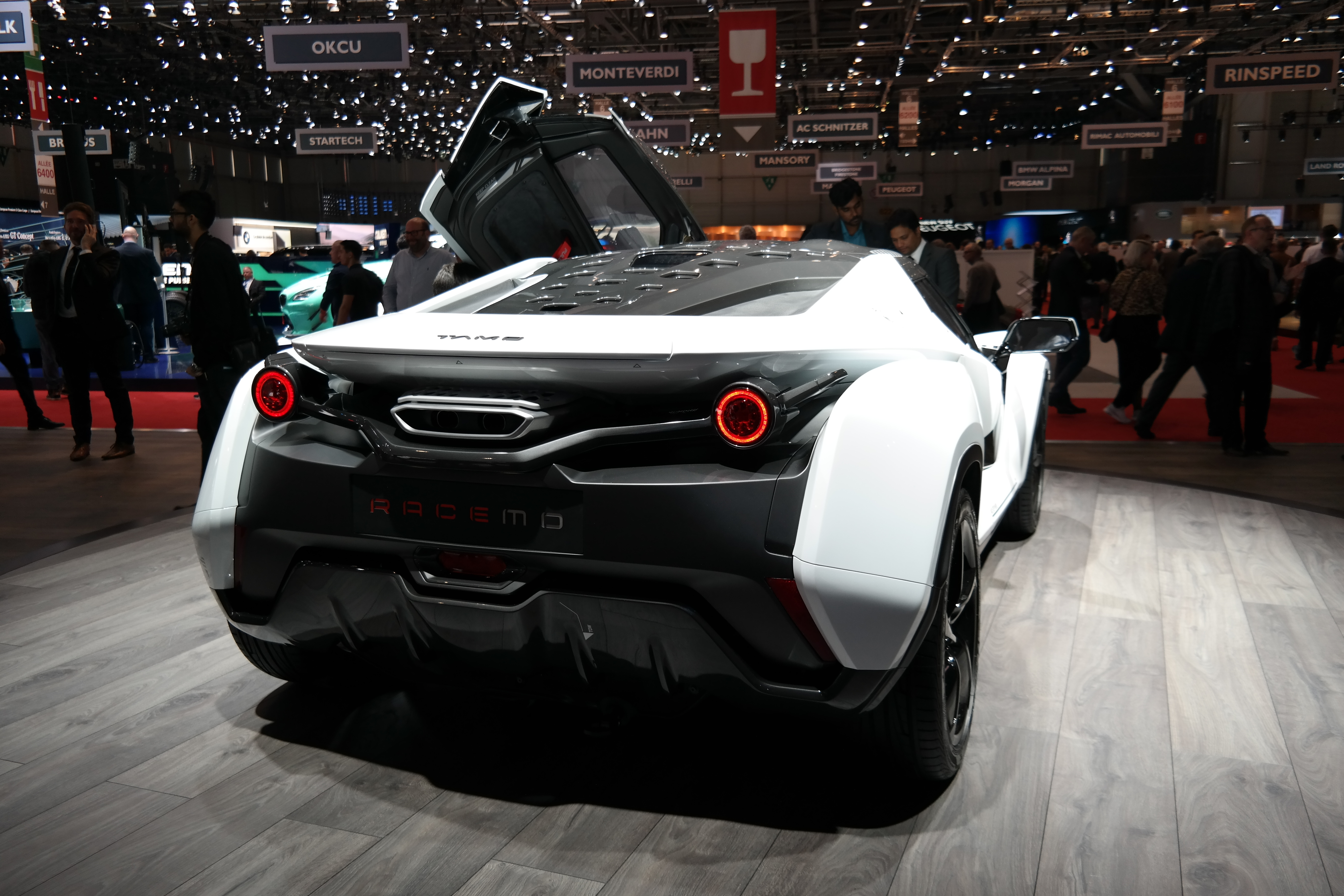
後方から見たTaMo Racemo
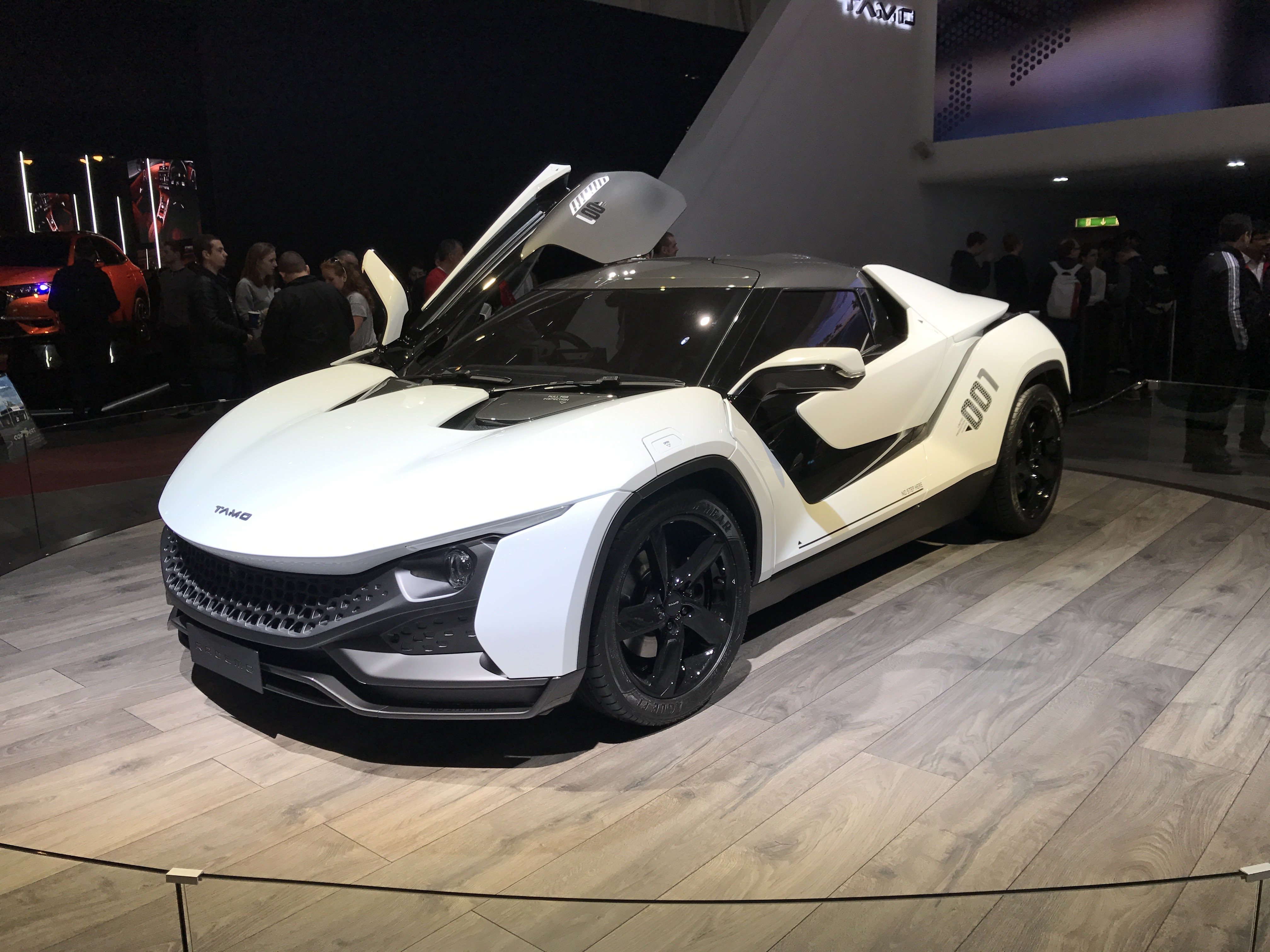
斜め前方から見たTaMo Racemo